# Karl Friedrich Schinkel
Karl Friedrich Schinkel (13. marec 1781 - 9. oktober 1841) je bil pruski arhitekt, urbanist in slikar, ki je oblikoval tudi pohištvo in scenografijo. Schinkel je bil eden najvidnejših nemških arhitektov in je oblikoval tako neoklasicistične kot neogotske stavbe. Njegove najbolj znane stavbe so v Berlinu in okolici.

## Življenjepis
Schinkel se je rodil v Neuruppinu v mejni grofiji Brandenburg. Ko je bil star šest let, je njegov oče leta 1787 umrl v katastrofalnem požaru v Neuruppinu. Postal je študent arhitekta Friedricha Gillyja (1772–1800) (postala sta tesna prijatelja) in njegovega očeta Davida Gillyja v Berlinu. Takrat je arhitekturni okus v Prusiji oblikoval neoklasicistični slog, predvsem Carl Gotthard Langhans, arhitekt Brandenburških vrat v Berlinu.
Po vrnitvi v Berlin s svojega prvega potovanja po Italiji leta 1805 se je začel preživljati kot slikar. Ko je leta 1810 na berlinski umetniški razstavi videl sliko Casparja Davida Friedricha Potepuh nad morjem megle, se je odločil, da ne bo nikoli dosegel takšnega slikarskega mojstrstva in se obrnil k arhitekturi. Delal je za oder in leta 1816 ustvaril zvezdo - bleščeče ozadje za pojav Königin der Nacht v operi Wolfganga Amadeusa Mozarta Čarobna piščal, ki je celo citirana v sodobnih produkcijah te večne skladbe. Po Napoleonovem porazu je Schinkel nadziral prusko gradbeno komisijo. Na tem položaju ni bil odgovoren le za preoblikovanje še vedno razmeroma nespektakularnega mesta Berlin v reprezentativno prestolnico Prusije, ampak je tudi nadzoroval projekte na razširjenih pruskih ozemljih od Porenja na zahodu do Königsberga na vzhodu, kot je Neue Altstädtische Kirche.
Od leta 1808 do 1817 je Schinkel prenovil in rekonstruiral dvorec Rosenau v Coburgu v neogotskem slogu. Obnovil je tudi ruševine samostana v Chorinu.
V starosti 60 let, 9. oktobra 1841, je Schinkel umrl v Berlinu, provinca Brandenburg.

## V spomin
Njegov portret se je pojavil na bankovcu za 1000 ℛℳ, ki ga je izdajala Reichsbank od leta 1936 do 1945. Tiskanje je prenehalo leta 1945, vendar je bankovec ostal v obtoku do izdaje nemške marke 21. junija 1948.

## Slog
Schinklov slog v njegovem najproduktivnejšem obdobju opredeljuje obrat h grški in ne cesarski rimski arhitekturi, poskus odvrnitve od sloga, ki je bil povezan z nedavnimi francoskimi okupatorji. (Zato je znan zagovornik neo grškega) Verjel je, da mora stavba vsebovati elemente poetike in preteklosti ter imeti diskurz z njimi, da bi se izognila neplodnosti in imela dušo.
Njegove najbolj znane obstoječe stavbe so v Berlinu in okolici. Med njimi so Neue Wache (1816–1818), nacionalni spomenik osvobodilnih vojn (1818–1821), Schauspielhaus (1819–1821) na trgu Gendarmenmarkt, ki je nadomestila prejšnje gledališče, ki ga je leta 1817 uničil požar in Stari muzej na Muzejskem otoku (1823–1830). Izvedel je tudi izboljšave palače prestolonaslednika in palače Charlottenburg. Schinkel je bil odgovoren tudi za notranjo dekoracijo številnih zasebnih berlinskih rezidenc. Čeprav so same stavbe že dolgo uničene, je bilo mogoče rešiti dele stopnišča iz Weydingerjeve hiše in jih vgraditi v Nicolaihaus na Brüderstr. in njegovo formalno jedilnico v Palais am Festungsgraben.
Med letoma 1825–1827 je sodeloval s Carlom Theodorjem Ottmerjem pri oblikovanju Berliner Singakademie za Sing-Akademie zu Berlin. Od leta 1952 je znano kot Gledališče Maksima Gorkega.
Kasneje se je Schinkel popolnoma odmaknil od klasicizma in sprejel neogotiko v svoji Friedrichswerder cerkvi (1824–1831). Schinklova Bauakademie (1832–1836), njegova najbolj inovativna stavba, se je izogibala historicističnim konvencijam in se je zdelo, da kaže pot do čiste »modernistične« arhitekture, ki bo v Nemčiji postala pomembna šele proti začetku 20. stoletja.
Schinkel pa je znan tako po svojem teoretičnem delu in arhitekturnih osnutkih kot po razmeroma malo stavbah, ki so bile dejansko izvedene po njegovih načrtih. Nekatere njegove zasluge se najbolje kažejo v njegovih neizvedenih načrtih za preoblikovanje atenske Akropole v kraljevo palačo za novo grško kraljestvo in za postavitev palače Orianda na Krimu. Te in druge načrte je mogoče preučevati v njegovi Zbirki arhitekturnih načrtov (Sammlung architektonischer Entwürfe 1820-1837) in njegovih Werke der höheren Baukunst (1840-1842; 1845-1846). Oblikoval je tudi znamenito medaljo železnega križca Prusije in kasneje Nemčije.
Špekuliralo se je, da je zaradi težkih političnih okoliščin - francoske okupacije in odvisnosti od pruskega kralja - in njegove relativno zgodnje smrti, zaradi katere ni videl eksplozivne nemške industrializacije v drugi polovici 19. stoletja, ni mogel uresničiti resničnega potenciala, ki so ga pokazale njegove skice.

## Slike
- Slike Karla Friedricha Schinkla
- Gotska katedrala ob reki, 1813 , 1813
- Pogled na Mont Blanc, 1813, 1813
- Jutro, 1813
- Odrska postavitev za Mozartovo Čarobno piščal, 1815, 1815
- Srednjeveško mesto na reki, 1815, 1815
- Sklani lok, 1818
- Uran in ples zvezd, 1834
- Christian Peter Wilhelm Beuth, 1837 (Alegorija industrijske obnove Prusije)

## Stavbe
- Selection of Karl Friedrich Schinkel's works
- Stari muzej, Berlin
- Friedrichswerdersche cerkev
- Cerkev sv. Nikolaja, Potsdam
- Kapela Aleksandra Nevskega, palača Petergof, Rusija
- grad Stolzenfels